# روي مارشال
روي مارشال (25 أبريل 1930 في باربادوس - 27 أكتوبر 1992 في المملكة المتحدة)  (بالإنجليزية: Roy Marshall)‏ هو لاعب كريكت باربادوسي. شارك مع منتخب الهند الغربية للكريكت ومنتخب باربادوس الوطني للكريكت. أما مع النوادي، فقد لعب مع نادي مقاطعة هامبشاير للكريكت ‏.

## وصلات خارجية
- روي مارشال على موقع إي آس بي آن كريك إنفو (الإنجليزية)